# Santa Isabel (Porto Rico)
Pour les articles homonymes, voir Santa Isabel.
La municipalité de Santa Isabel, sur l'île de Porto Rico (Code International : PR.SI) couvre une superficie de 89 km² et regroupe 21 665 habitants (au 31 décembre 2006).